# Augochloropsis nigra
Augochloropsis nigra là một loài Hymenoptera trong họ Halictidae. Loài này được Moure mô tả khoa học năm 1944.